# 언론개혁시민연대
언론개혁시민연대는 1998년 8월 27일 창립하였고, 48개 시민사회단체와 언론단체가 연대하며, 일반 시민들이 함께 하고 있는 언론개혁을 위한 시민운동단체이다. 언론개혁을 바라는 사회 각계각층의 자발적인 참여로 왜곡된 언론을 바로잡고, 한국언론의 발전을 위한 정책과 대안을 제시하며, 실천적인 시민행동을 통하여 바람직한 언론환경을 만들어 나가는 것을 목표로 활동하고 있다.

## 주요 활동
3개의 과제를 중심축으로 각종 토론회 개최 등의 사업을 펴나가고 있다.
- 방송법 및 정기간행물에 관한 법률 개정, 여론독과점 규제방안 마련, 신문 불공정거래 신고센터 운영 등 언론관련법과 제도를 개선하기 위한 언론법제개선운동
- 미디어교육과정을 초·중·고의 정규교과과정에 편입시키는 제도화 추진, 공정보도 감시활동 등 매체수용자들이 언론을 올바로 이해하도록 돕는 수용자운동
- 일반시민의 목소리를 그대로 방송할 방송접근권 확립, 국민이 주인이 되는 방송을 세우기 위한 국민주 방송 추진 등의 대안매체운동

## 조직
- 공동대표 - 전규찬, 최성주, 이동훈

- 감사 - 임순혜

- 참여단체

80년해직언론인협의회/경기미디어시민연대/광주전남민주언론시민연합/녹색연합/대전충남민주언론시민연합/동아언론자유수호투쟁위원회/매체비평우리스스로/문화연대/미디어기독연대/민주사회를위한변호사모임/바른지역언론연대/방송기자연합회/부산민주언론시민연합/불교언론대책위원회/새언론포럼/실천불교전국승가회/언론인권센터/언론지키기천주교모임/자주평화통일민족회의/전국교직원노동조합/전국민주노동조합총연맹/전국목회자정의평화실천협의회/전국신문판매연대/전국언론노동조합/전북민주언론시민연합/진보네트워크센터/참교육을위한전국학부모회/참언론을위한모임/학술단체협의회/한국YMCA전국연맹/한국기독교사회문제연구원/한국기독교협의회(정의평화위원회 사회정의소위원회)/한국기자협회/한국노동조합총연맹/한국민족예술인총연합/한국방송기술인연합회/한국PD연합회/한국언론정보학회/한국여성민우회/한국인터넷기자협회/한국청년연합/환경운동연합 (42개 단체)
- 운영위원

바른지역언론연대 대표/ 언론인권센터/ 전국언론노동조합/ 한국기자협회/ 한국방송기술인연합회/ 한국PD연합회/ 민주노총/ 한국인터넷기자협회/ 문화연대/ 미디어기독연대/ 매체비평우리스스로/ 새언론포럼/ 진보네트워크센터
- 사무처

사무처장 권순택/ 정책위원장 김동찬/ 대외협력위원 정인섭